# Lasarew (Ort)
Lasarew (russisch Ла́зарев) ist eine Siedlung städtischen Typs in der russischen Region Chabarowsk mit 912 Einwohnern (Stand 1. Oktober 2021).

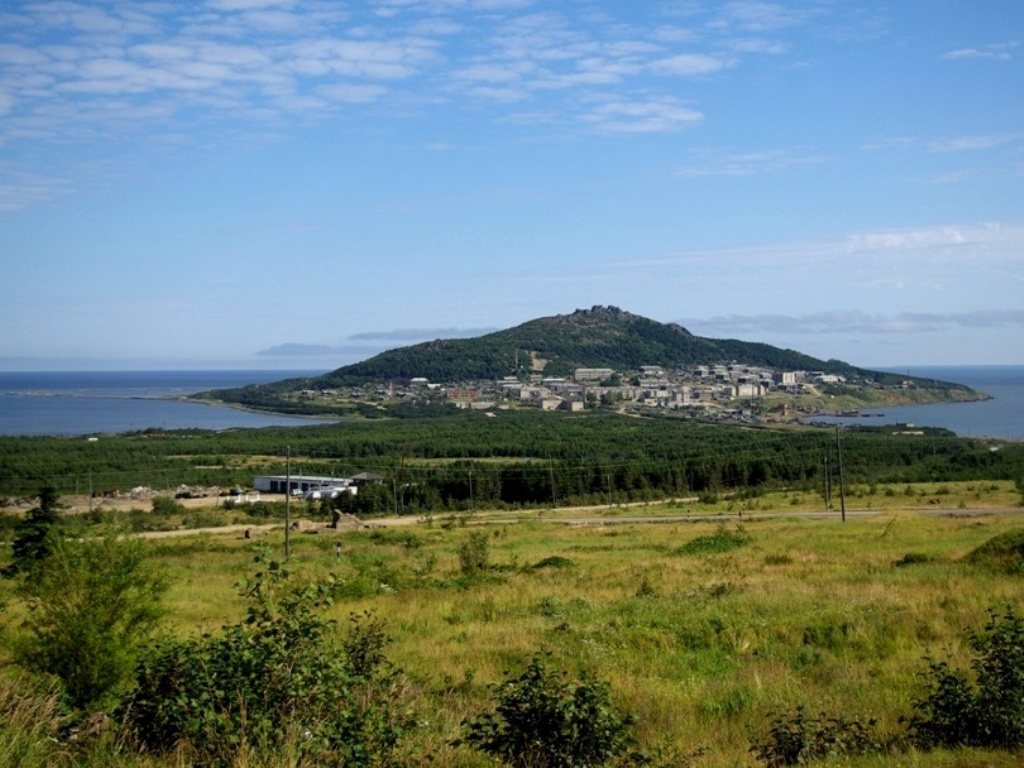
Blick auf Lasarew

Lasarew liegt am gleichnamigen Kap Lasarew, einer Landzunge, die den Tatarensund vom Mündungsgebiet des Amur im Ochotskischen Meer trennt. Der Ort ist benannt nach dem russischen Admiral Michail Petrowitsch Lasarew (1788–1851), der in den Jahren 1813 bis 1816 von Kronstadt bis zur damals noch russischen Provinz Alaska segelte. Die Meerenge zwischen der Insel Sachalin und dem Festland ist bei Lasarew nur 7,3 km breit und trägt den Namen Newelskoistraße, benannt nach Gennadi Iwanowitsch Newelskoi. Dieser bewies 1849 mit der Entdeckung der Meerenge abschließend, dass Sachalin eine Insel ist und keine Halbinsel, wie damals noch vermutet wurde. Die Siedlung Lasarew wurde noch im selben Jahr gegründet. Bedingt durch die geographischen Gegebenheiten gibt es bis heute Pläne, hier den Sachalintunnel zu bauen, der die Insel mit dem Festland verbinden soll. Die dazugehörige Bahnstrecke Selichino–Sachalin würde auch Lasarew an das Schienennetz der Russischen Eisenbahnen anschließen. Bauvorleistungen für das Projekt aus den 1950er Jahren sind bis heute in der Umgebung von Lasarew zu besichtigen. Bislang ist Lasarew auf dem Landweg nur über eine über 700 km lange unbefestigte Straße von Komsomolsk am Amur aus zu erreichen.
Bevölkerungsentwicklung
| Jahr | Einwohner |
| ---- | --------- |
| 1959 | 2444      |
| 1970 | 2376      |
| 1979 | 2612      |
| 1989 | 2695      |
| 2002 | 1964      |
| 2010 | 1308      |
| 2021 | 912       |

Anmerkung: Volkszählungsdaten